# Sargochromis
Sargochromis ist eine Gattung aus der Familie der Buntbarsche (Cichlidae), die im Süden Afrikas vorkommt (Bangweulusee, Chambeshi, Kafue, Kunene, Lualaba, Luangwa, Luapula, Lufira, Luongo, Mwerusee, Okavango und im oberen und mittleren Flusssystem des Sambesi).

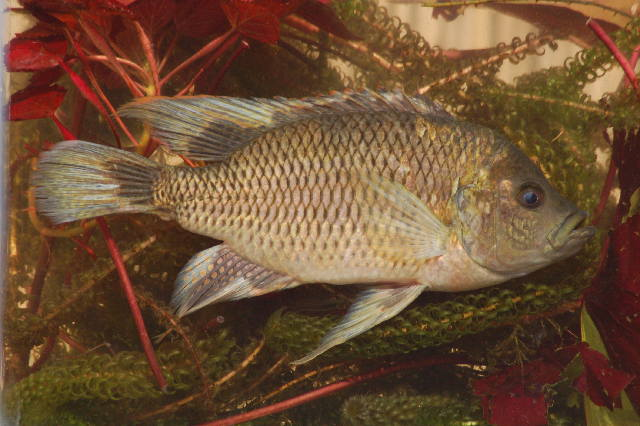
Sargochromis carlottae

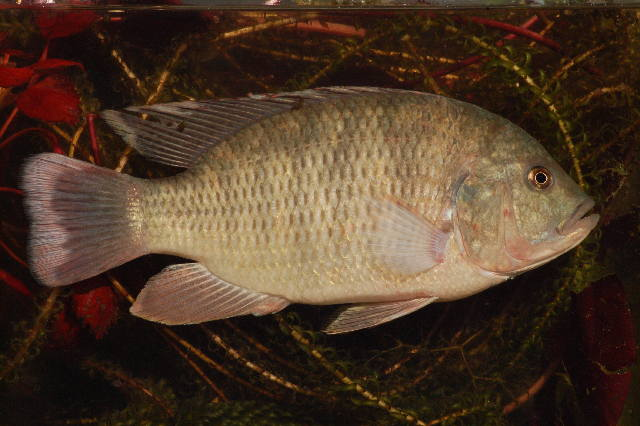
Sargochromis giardi

## Merkmale
Sargochromis-Arten werden 20 bis 48 cm lang und besitzen eine „bullige“, mehr oder weniger hochrückige Gestalt. Von der Gattung Serranochromis, zu der sie ursprünglich als Untergattung gehörten, unterscheidet sich Sargochromis durch eine geringere Schuppenzahl in der Seitenlinie (28–34 vs. 35–41), weniger Wirbel, weniger Weichstrahlen in der Rückenflosse und mehr Kiemenrechen. Die zwei oder drei Schuppen am Ende der ersten Seitenlinie liegen zwei bis drei gleich große Schuppen unterhalb der Basis der Rückenflosse. Männchen werden etwas größer, sind farbiger, haben größere Flossen und besitzen Eiflecke in der Afterflosse. Jungfische haben zweispitzige Zähne.
Alle Sargochromis-Arten sind maternale, ovophile Maulbrüter.

## Arten
In der Gattung Sargochromis werden acht Arten unterschieden:
- Sargochromis carlottae (Boulenger, 1905)
- Sargochromis codringtonii (Boulenger, 1908)
- Sargochromis coulteri (Bell-Cross, 1975)
- Sargochromis giardi (Pellegrin, 1903)
- Sargochromis greenwoodi (Bell-Cross, 1975)
- Sargochromis mellandi (Boulenger, 1905)
- Sargochromis mortimeri (Bell-Cross, 1975)
- Sargochromis thysi (Poll, 1967)